# Коваленко, Николай Степанович
Николай Степанович Коваленко (род. 12 декабря 1928, теперь Республика Беларусь) — советский военный деятель, генерал-полковник (30 апреля 1988), начальник Политуправления Центральной группы войск. Депутат Верховного Совета УССР 11-го созыва.

## Биография
С 1947 года служил в Советской армии.
Член КПСС с 1948 года.
В 1950 году окончил зенитно-артиллерийское училище.
С 1950 — на командных должностях. С 1951 г. — на военно-политической работе в войсках.
В 1963 году окончил Военно-политическую академию имени Ленина.
В 1978 — 1982 г. — член Военного Совета — начальник Политического отдела армии Дальневосточного военного округа.
В 1982 — 1985 г. — член Военного Совета — начальник Политического управления Центральной группы войск (Венгрия).
В 1985 — 1991 г. — начальник Политического управления — 1-й заместитель начальника строительства и расквартирования войск Вооруженных сил СССР по политической части.
Затем — в отставке.

## Звание
- генерал-майор /28.10.1976/
- генерал-лейтенант /30.04.1982/
- генерал-полковник /30.04.1988/

## Награды
- ордена
- медали